# Xerophaeus maritimus
Xerophaeus maritimus är en spindelart som beskrevs av Lawrence 1938. Xerophaeus maritimus ingår i släktet Xerophaeus och familjen plattbuksspindlar. Inga underarter finns listade i Catalogue of Life.